# ウシロシンジ
ウシロ シンジ（本名：後 信治）は、日本のアニメ演出家。広島県出身。広島県立三原高等学校、東洋大学卒。

## 概要
押井守の作品に影響を受けアニメ監督を志すも「良い作品を作るには人生経験を積んだほうがいい。」という親のアドバイスを受け、大学卒業後、建設会社に就職。現場監督として従事するがアニメへの思いが強くなり、アニメ制作会社・XEBECに電話し転職。
『名探偵コナン』、『ONE PIECE』では演出助手として、『ラブひな』や『シャーマンキング』では制作進行を担当する。現在は独立し「広葉」を起業した。
「自分の得意なことで古里をアピールできる。」と出身地である広島県三原市のPRキャラクターとして、自身のデザインした女の子の姿をした妖精と執事であるタコのキャラクター「ミハリンとタコじい」が観光する場面が描かれたクリアファイルを作成し、三原市内で販売されている。
2007年発売のOVA『ストレイト・ジャケット』で初監督。2014年には監督を務めた『妖怪ウォッチ』が大ブレイク、映画も興行収入が50億を超えるヒット作となった。
当初は本名を使用していたが、カタカナ表記に改名した。

## 作品リスト

### テレビアニメ
1996年-
- 名探偵コナン（演出・演出助手）

1999年-
- ONE PIECE（演出助手）

2000年
- ラブひな（設定進行）

2001年
- テイルズ オブ エターニア THE ANIMATION（制作進行）
- シャーマンキング（2001年 - 2002年、設定進行）

2002年
- Kanon（演出助手）

2003年
- セイント・ビースト 〜聖獣降臨編〜（演出）
- D.C. 〜ダ・カーポ〜（絵コンテ・演出）
- 高橋留美子劇場（演出）
- 高橋留美子劇場 人魚の森（演出）
- 宇宙のステルヴィア（絵コンテ）
- マーメイドメロディー ぴちぴちピッチ（2003年 - 2004年、絵コンテ・演出）
- ロックマンエグゼAXESS（絵コンテ）

2004年
- マーメイドメロディー ぴちぴちピッチ ピュア（絵コンテ・演出・原画）
- 爆裂天使（演出）
- 流星戦隊ムスメット（演出）

2005年
- JINKI:EXTEND（絵コンテ・演出）
- 好きなものは好きだからしょうがない!!（絵コンテ）
- フタコイ オルタナティブ（絵コンテ・演出）
- D.C.S.S. 〜ダ・カーポ セカンドシーズン〜（助監督・絵コンテ・演出・OP演出・ED絵コンテ）
- Canvas2 〜虹色のスケッチ〜（2005年 - 2006年、絵コンテ・演出）

2006年
- おろしたてミュージカル 練馬大根ブラザーズ（演出）
- 姫様ご用心（演出）
- TOKKO 特公（絵コンテ・演出）
- ネギま!?（2006年 - 2007年、演出）
- 乙女はお姉さまに恋してる（助監督・絵コンテ・演出・OP演出）

2008年
- D.C.II S.S. 〜ダ・カーポII セカンドシーズン〜（演出）
- ネットゴーストPIPOPA（2008年 - 2009年、絵コンテ）
- 我が家のお稲荷さま。（絵コンテ・演出）
- まかでみ・WAっしょい!（演出）

2009年
- 鋼殻のレギオス（絵コンテ）
- 爆丸バトルブローラーズ ニューヴェストロイア（2009年 - 2010年、絵コンテ・演出）
- ファイト一発! 充電ちゃん!!（絵コンテ）
- クイーンズブレイド 玉座を継ぐ者（絵コンテ）
- そらのおとしもの（演出）

2010年
- おまもりひまり（監督・絵コンテ・OP絵コンテ・OP演出・ED絵コンテ・ED演出）
- 祝福のカンパネラ（監督・絵コンテ・OP絵コンテ・OP演出・ED絵コンテ・ED演出）

2011年
- 俺たちに翼はない（監督・絵コンテ・演出・OP絵コンテ・OP演出・ED絵コンテ）
- SKET DANCE（2011年 - 2012年、絵コンテ）
- ましろ色シンフォニー（絵コンテ・演出）

2012年
- ダンボール戦機W（2012年 - 2013年、絵コンテ・OP絵コンテ）
- 恋と選挙とチョコレート（絵コンテ・演出）

2013年
- D.C.III 〜ダ・カーポIII〜（絵コンテ）
- ダンボール戦機WARS（OP絵コンテ）
- 銀河機攻隊 マジェスティックプリンス（絵コンテ・演出）
- ロウきゅーぶ!SS（演出）
- 神のみぞ知るセカイ 女神篇（絵コンテ）
- 帰宅部活動記録（絵コンテ）

2014年
- 妖怪ウォッチ（2014年 - 2018年、監督・絵コンテ・OP絵コンテ）

2016年
- 少女たちは荒野を目指す（演出）

2018年
- 邪神ちゃんドロップキック（絵コンテ）

2020年
- トミカ絆合体 アースグランナー（監督・脚本）
- シャドウバース（絵コンテ）
- エッグカー（絵コンテ）

2021年
- マジカパーティ（監督・絵コンテ）

2023年
- イジらないで、長瀞さん 2nd Attack（監督）

2024年
- 星降る王国のニナ（絵コンテ）

### 劇場アニメ
2011年
- 劇場版 魔法先生ネギま! ANIME FINAL（演出）

2014年
- 映画 妖怪ウォッチ 誕生の秘密だニャン!（監督）※高橋滋春と共同

2015年
- 映画 妖怪ウォッチ エンマ大王と5つの物語だニャン!（監督）※高橋滋春と共同

2016年
- 映画 妖怪ウォッチ 空飛ぶクジラとダブル世界の大冒険だニャン!（アニメパート監督）

2017年
- 映画 妖怪ウォッチ シャドウサイド 鬼王の復活（監督）

2018年
- 映画 妖怪ウォッチ FOREVER FRIENDS（絵コンテ）

2019年
- 映画 妖怪学園Y 猫はHEROになれるか（絵コンテ）

### OVA
2002年
- Kanon（監督助手）

2003年
- 聖闘士星矢 冥王ハーデス十二宮編（演出助手）

2007年
- ストレイト・ジャケット（監督）

2009年
- D.C.if 〜ダ・カーポ イフ〜（ - 2009年、監督・絵コンテ）

2010年
- D.C.I&II P.S.P. RE-ANIMATED（監督・絵コンテ）

2011年
- 祝福のカンパネラ（監督）

### ゲーム
- 妖怪ウォッチシリーズ（2013年 - 、アニメパート監督・絵コンテ）

### その他
- OVA バトルブレイク（2011年、監督）
- プラネタリウム 妖怪ウォッチ プラネタリウムは星と妖怪がいっぱい！（2016年、監督）
- プラネタリウム 妖怪ウォッチ♪ コマさんからのSOS! ブラックホールへレッツゴーだニャン♪（2022年、監督）